# Józef Rohleder
Józef Władysław Rohleder (ur. 14 stycznia 1925 w Krakowie, zm. 2003) – polski chemik. Absolwent Uniwersytetu Jagiellońskiego. Od 1971  profesor na Wydziale Chemicznym Politechniki Wrocławskiej.
Został pochowany na Cmentarzu Świętej Rodziny we Wrocławiu.

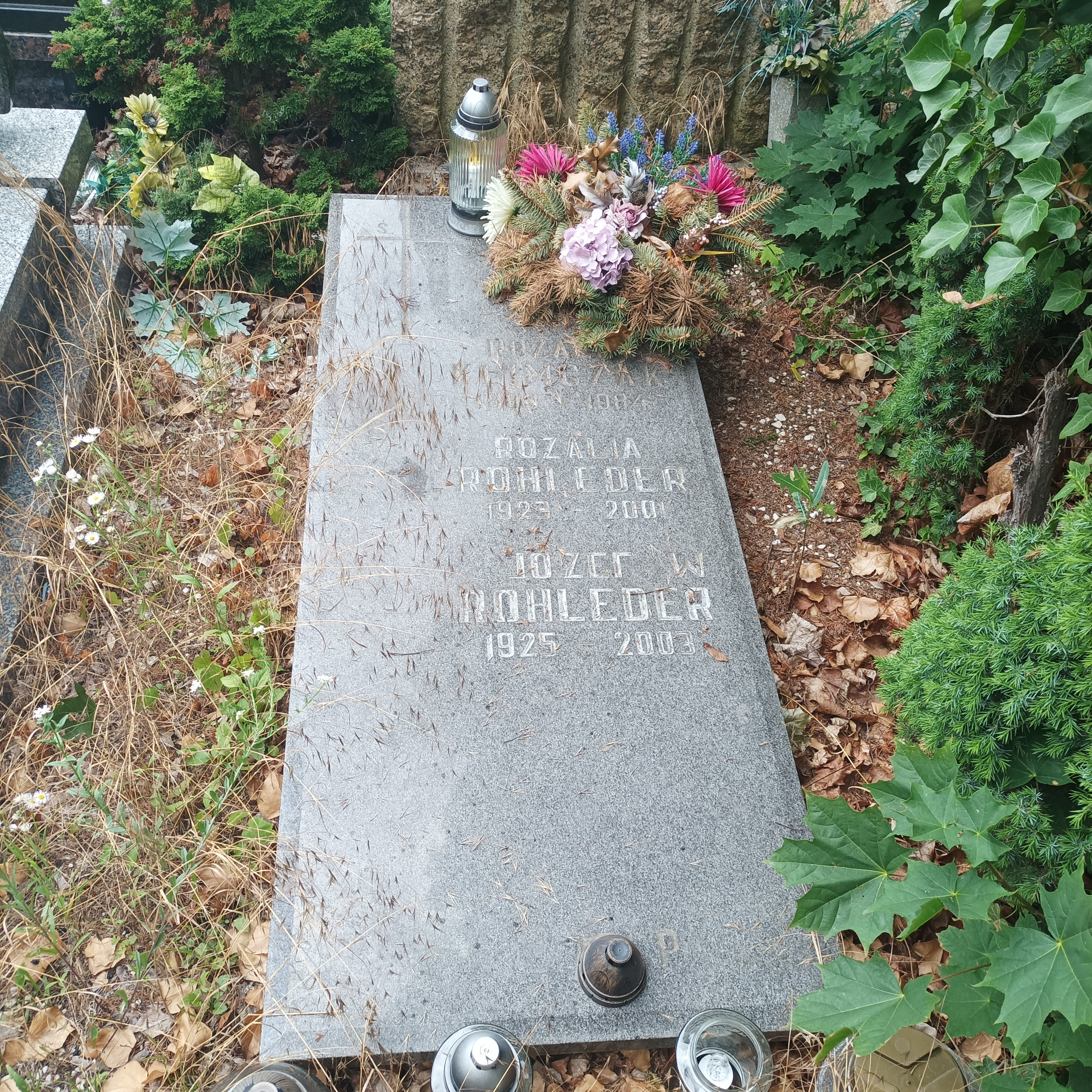
Grób prof. Józefa Rohledera na Cmentarzu Świętej Rodziny we Wrocławiu